# Squamrhynchites setosellus
Squamrhynchites setosellus is een keversoort uit de familie Rhynchitidae. De wetenschappelijke naam van de soort is voor het eerst geldig gepubliceerd in 1962 door Voss.